# Nhulunbuy
Nhulunbuy é uma localidade australiana situada na Península de Gove, no Território do Norte, criada quando um porto de águas profundas e uma mina de bauxita foram estabelecidas na região no final da década de 1960, recebendo em seguida uma refinaria de alumina. No censo australiano de 2011, Nhulunbuy tinha uma população de 3 933 habitantes, com idade média de 32 anos.
O encerramento das atividades da refinaria de alumina em maio de 2014 levou à realocação de 1 100 trabalhadores, reduzindo substancialmente a população da localidade.

## História
A região de Nhulunbuy, situada no nordeste da Terra de Arnhem, foi o lar do povo aborígene Yolngu, por pelo menos 40 000 anos.
Matthew Flinders, em sua circum-navegação da Austrália em 1803 encontrou a frota mercante de Macáçar próximo ao lugar onde Nhulunbuy viria a ser criada.
Nhulunbuy está a apenas 20 km da comunidade aborígene de Yirrkala, conhecida por sua arte.
Em função de questões de reduções tributária para habitantes de áres isoladas pela Seção 79A(3F) da Assessment Act 1936, a população de Nhulunbuy é considerada como sendo menor que 2 500.

## Fechamento da refinaria
Em 29 de novembro de 2013, a Rio Tinto anunciou o fechamento da refinaria de alumina (mas não da mina de bauxita) até julho de 2014, com a redução de 1 100 empregos, ou quase 25% da população local. A refinaria encerrou as atividades em maio de 2014.
A população de Nhulunbuy já havia caído em meados de 2014, com parte da força de trabalho mantida para a monitoração do fechamento e do levantamento dos reservatórios com compostos tóxicos, com a maioria deles deixando a região em janeiro de 2015. Várias medidas foram tomadas manter as atividades na cidade e seus antigos trabalhadores, com os residentes antecipando-se aos cortes dos serviços básicos mantidos pela Rio Tinto. O fechamento da refinaria levou a uma redução entre 50 e 60% dos voos na rota Darwin, fazendo com que a empresa Qantas suspendesse os voos a partir de 17 de agosto daquele ano.

## Clima
O clima de Nhulunbuy é o tropical com inverno seco (Aw na classificação climática de Köppen).
| Dados climatológicos para Nhulunbuy, Território do Norte | Dados climatológicos para Nhulunbuy, Território do Norte | Dados climatológicos para Nhulunbuy, Território do Norte | Dados climatológicos para Nhulunbuy, Território do Norte | Dados climatológicos para Nhulunbuy, Território do Norte | Dados climatológicos para Nhulunbuy, Território do Norte | Dados climatológicos para Nhulunbuy, Território do Norte | Dados climatológicos para Nhulunbuy, Território do Norte | Dados climatológicos para Nhulunbuy, Território do Norte | Dados climatológicos para Nhulunbuy, Território do Norte | Dados climatológicos para Nhulunbuy, Território do Norte | Dados climatológicos para Nhulunbuy, Território do Norte | Dados climatológicos para Nhulunbuy, Território do Norte | Dados climatológicos para Nhulunbuy, Território do Norte |
| Mês                                                      | Jan                                                      | Fev                                                      | Mar                                                      | Abr                                                      | Mai                                                      | Jun                                                      | Jul                                                      | Ago                                                      | Set                                                      | Out                                                      | Nov                                                      | Dez                                                      | Ano                                                      |
| -------------------------------------------------------- | -------------------------------------------------------- | -------------------------------------------------------- | -------------------------------------------------------- | -------------------------------------------------------- | -------------------------------------------------------- | -------------------------------------------------------- | -------------------------------------------------------- | -------------------------------------------------------- | -------------------------------------------------------- | -------------------------------------------------------- | -------------------------------------------------------- | -------------------------------------------------------- | -------------------------------------------------------- |
| Temperatura máxima recorde (°C)                          | 35,7                                                     | 35,6                                                     | 35,7                                                     | 35,6                                                     | 34,0                                                     | 32,3                                                     | 31,2                                                     | 33,4                                                     | 34,6                                                     | 37,8                                                     | 37,3                                                     | 35,3                                                     | 37,8                                                     |
| Temperatura máxima média (°C)                            | 32,0                                                     | 31,7                                                     | 31,5                                                     | 31,5                                                     | 30,5                                                     | 29,5                                                     | 28,6                                                     | 29,0                                                     | 29,8                                                     | 30,9                                                     | 31,9                                                     | 32,4                                                     | 30,8                                                     |
| Temperatura mínima média (°C)                            | 25,5                                                     | 25,2                                                     | 24,9                                                     | 24,0                                                     | 23,2                                                     | 21,5                                                     | 20,5                                                     | 19,9                                                     | 21,1                                                     | 22,9                                                     | 25,1                                                     | 25,9                                                     | 23,3                                                     |
| Temperatura mínima recorde (°C)                          | 20,5                                                     | 22,0                                                     | 17,2                                                     | 20,5                                                     | 17,3                                                     | 15,5                                                     | 14,6                                                     | 14,0                                                     | 16,3                                                     | 15,1                                                     | 20,0                                                     | 21,2                                                     | 14,0                                                     |
| Chuva (mm)                                               | 233,9                                                    | 241,7                                                    | 260,6                                                    | 237,1                                                    | 83,9                                                     | 17,8                                                     | 13,3                                                     | 4,1                                                      | 4,2                                                      | 12,0                                                     | 27,0                                                     | 189,9                                                    | 1 305,3                                                  |
| Dias com chuva                                           | 15,1                                                     | 15,6                                                     | 15,5                                                     | 12,5                                                     | 8,9                                                      | 5,7                                                      | 4,4                                                      | 2,2                                                      | 1,2                                                      | 1,6                                                      | 2,7                                                      | 9,7                                                      | 95,1                                                     |
| Fonte: 8 de agosto de 2016                               |                                                          |                                                          |                                                          |                                                          |                                                          |                                                          |                                                          |                                                          |                                                          |                                                          |                                                          |                                                          |                                                          |